# Os Maiores Sucessos de João Penca & Seus Miquinhos Amestrados
Os Maiores Sucessos de João Penca & Seus Miquinhos Amestrados é o primeiro álbum de estúdio da banda João Penca e Seus Miquinhos Amestrados, apesar de parecer uma coletânea de greatest hits em seu título e capa; foi lançado em 1983 pela Gravadora Barclay Records.
Foi o único lançamento da banda a contar com o tecladista Cláudio Killer, morto em 1 de dezembro de 1983, devido a um vazamento acidental de gás venenoso em seu apartamento enquanto tomava banho  e com o guitarrista Léo Jaime, que se separou do João Penca em 1984 para seguir uma carreira solo.
O álbum conta com participações especiais de Ney Matogrosso, Lulu Santos e Chacrinha.

## Faixas
| N.º | Título                                                                                | Duração |  |
| 1.  | "M"                                                                                   | 4:37    |  |
| 2.  | "Você Roubou Meu Coração" (You Stole My Heart)                                        | 2:09    |  |
| 3.  | "O Sincero" (Sincere Guy)                                                             | 3:06    |  |
| 4.  | "Edmundo"                                                                             | 2:36    |  |
| 5.  | "O Kaos (A Dança)" (The Kaos [The Dance])                                             | 2:00    |  |
| 6.  | "Psicodelismo em Ipanema" (Psychedelia in Ipanema)                                    | 2:26    |  |
| 7.  | "O Ursinho" (Teddy Bear)                                                              | 2:32    |  |
| 8.  | "Menina Fútil" (Futile Girl)                                                          | 4:45    |  |
| 9.  | "Calúnias (Telma, Eu Não Sou Gay)" (Lies [Telma, I'm Not Gay] — feat. Ney Matogrosso) | 3:36    |  |
| 10. | "Keki Rolou" (Whazzup)                                                                | 2:17    |  |

## Covers e paródias
Todos os álbuns de João Penca apresentam covers e paródias em língua portuguesa dos anos 40 e 1950, rock and roll, rockabilly e músicas de surf da década de 1960.
"Edmundo"
Uma paródia de "In the Mood", de Glenn Miller, escrita originalmente por Aloísio de Oliveira na década de 1950.
"O Ursinho"
Um cover de "(Let Me Be Your) Teddy Bear de Elvis Presley.
"Calúnias (Telma, Eu Não Sou Gay)"
Uma paródia de "Tell Me Once Again" da Light Reflections.

## Créditos
- Selvagem Big Abreu (Sérgio Ricardo Abreu) - vocais, violão elétrico
- Avellar Love (Luís Carlos de Avellar Júnior) - vocais, baixo
- Bob Gallo (Marcelo Ferreira Knudsen) - vocais, bateria
- Léo Jaime - guitarra elétrica
- Cláudio Killer - teclados

### Músicos convidados
Lulu Santos - guitarras em "M", "O Ursinho" e "Psicodelismo em Ipanema"
- Ney Matogrosso - vocais adicionais em "Calúnias"
- Chacrinha - voz em "Edmundo"
- Léo Gandelman - sax em "Calúnias"
- Cleberson Horsth - programação de sintetizadores

### Produção
- Ronaldo Bastos - produção
- Eduardo Ramalho - mixagem
- Léo Jaime - direção musical